# Xylocopa subvirescens
Xylocopa subvirescens là một loài Hymenoptera trong họ Apidae. Loài này được Cresson mô tả khoa học năm 1879.